# Wijk aan Zee
Wijk aan Zee (nederländskt uttal:ʋɛi̯k aːn ˈzeː) är en by i Beverwijks kommun i Nederländerna. Den stora schackturneringen Tata Steel Chess Tournament har spelats i byn sedan 1938.